# Erstes Seegefecht vor Algeciras
Ostrach – Feldkirch – Stockach I – Verona – Magnano – Cassano d’Adda – Bassignana – Paradies – Frauenfeld – Winterthur – Zürich I – Trebbia – Mantua – Novi – Döttingen - Vlieter – Bergen – Gotthard – Dietikon – Zürich II – Schänis – Muotatal – Näfels – Egmont – Castricum - Genola – Wiesloch – Genua – Rheinklingen – Büsingen – Engen – Stockach II –  Meßkirch – Biberach II – Montebello – Marengo – Höchstädt – Oberhausen – Brión – Hohenlinden – Walserfeld – Pozzolo – Kopenhagen – Algeciras I – Algeciras II
Das Erste Seegefecht vor Algeciras war ein Seegefecht im Rahmen des Zweiten Koalitionskrieges, das am 6. Juli 1801 in der Bucht von Algeciras stattfand. Es wurde zwischen einem kleinen französischen Geschwader, verstärkt durch spanische Küstenbatterien und Kanonenboote und einem nominell überlegenen Verband britischer Blockadeschiffe ausgetragen.
Die Franzosen unter Konteradmiral Charles-Alexandre Linois suchten mit drei Linienschiffen und einer Fregatte Schutz in der Bucht von Algeciras. Dort wurden sie von sechs britischen Linienschiffen unter Konteradmiral James Saumarez angegriffen. Wegen ungünstiger Windverhältnisse und der Unterstützung der Franzosen durch die Küstenbatterien konnten die Briten ihre Übermacht nicht ausspielen. Nachdem das britische Linienschiff Hannibal im flachen Wasser auf Grund gelaufen und durch konzentriertes Feuer manövrierunfähig geschossen worden war, zog sich das britische Geschwader zurück. Die Hannibal wurde von den Franzosen aufgebracht.
Nur wenige Tage später, am 12. Juli 1801, trafen beide Seiten beim Zweiten Seegefecht von Algeciras erneut aufeinander.

## Vorgeschichte
Trotz der Niederlage in der Schlacht von Abukir war Ägypten seit 1798 von Frankreich besetzt. Aus Angst Napoléon könnte erneut versuchen Indien zu bedrohen entschied sich die Regierung in London zu einer Invasion Ägyptens.
Um dem zu begegnen, unternahm Napoléon mehrere Versuche, seine Armee zu entsetzen, scheiterte jedoch immer wieder an der Britischen Blockade. Verärgert darüber seine Armee in Ägypten nicht zu erreichen beabsichtigte Napoléon die britischen Versorgungslinien für Malta und Ägypten zu unterbrechen.
Daher beauftragte er Konteradmiral Linois nach Cadiz zu segeln sich mit der spanischen Flotte under Vize-Admiral Don Juan Joaquin de Moreno zu vereinigen und in der Straße von Gibraltar zu kreuzen. Sein Geschwader bestand aus den drei Linienschiffen Indomptable, Formidable und Desaix sowie der Fregatte Muiron.
Am 13. Juni 1801 verließ Linois den Hafen von Toulon mit Kurs auf Cádiz, das er nur von schwachen britischen Seestreitkräften blockiert glaubte. Am 1. Juli 1801 wurden die vier französischen Schiffe vor Gibraltar gesichtet, während sie gegen vorwiegend westliche Winde kreuzten. Zu diesem Zeitpunkt befand sich nur die 14-Kanonen Sloop Calpé im Hafen von Gibraltar. Am 3. Juli gelang es dem französischen Geschwader, die Sloop Speedy unter Commander Thomas Cochrane zu erobern. Gleichzeitig stellte Linois fest, dass Cádiz von sieben britischen Linienschiffen blockiert wurde. Am 4. Juli segelte er gegen 10 Uhr morgens um Cabrita Point und ankerte gegen 17 Uhr auf der Reede von Algeciras.

## Vorbereitungen zum Gefecht

### Großbritannien
Das britische Geschwader das Cádiz blockierte, bestand aus der HMS Caesar unter Kapitän Jahleel Brenton der HMS Pompée unter Kapitän Charles Sterling, der HMS Spencer unter Kapitän Henry Darby, der HMS Venerable unter Kapitän Samuel Hood, der HMS Superb unter Kapitän Richard Goodwin Keats, der HMS Hannibal unter Kapitän Solomon Ferris, der HMS Audacious unter Kapitän Shuldham Peard und der Fregatte HMS Thames.

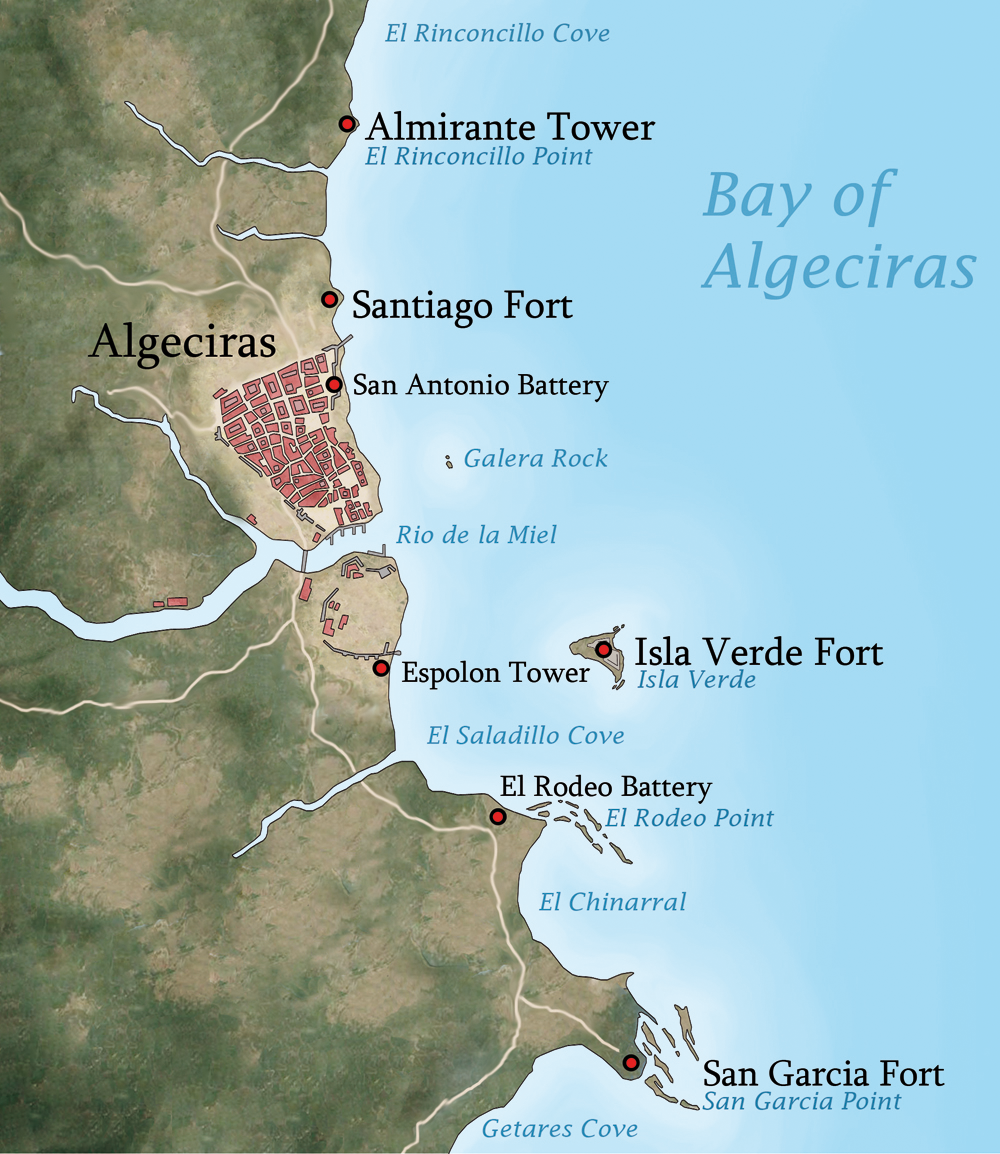

Am 5. Juli um zwei Uhr morgens erhielt Saumarez die Nachricht von der Ankunft des französischen Geschwaders in Algeciras. Zu diesem Zeitpunkt hatte er nur sechs Linienschiffe zur Verfügung, da sich die Superb vor der Mündung des Guadalquivir befand. Das britische Geschwader nahm daraufhin Kurs auf Algeciras. In der Morgendämmerung traf ein Boot mit der Meldung ein, dass das französische Geschwader in Algeciras ankere. Saumarez entsandte die Thames, um die Superb ebenfalls nach Cádiz zu beordern. Saumarez Plan sah folgendes vor: Samuel Hood, der über Ortskenntnisse verfügte sollte mit der Venerable die Vorhut zu bilden. Dann sollte die Pompeé folgen und querab der Formidable ankern. Anschließend sollten die Audacious, die Caesar, die Spencer und die Hannibal vor den Kanonenbooten ankern und diese außergefecht setzten.

### Frankreich und Spanien
Die Bucht von Algeciras wurde von mehreren Forts, und Geschützbatterien verteidigt. Auf der Insel Isla Verda, direkt vor der Stadt befand sich eine Batterie, im Norden bei Torre del Almirante und im Süden auf der Landzunge von Punta de San García. Zusätzlich befanden sich 14 spanische Kanonenboote, in der Bucht. Drei südwestlich von Isla Verda und elf bei Torre del Almirante. Das französische Flaggschiff Formidable ankerte nahezu direkt unter der Geschützbatterie von San Iago, die Desaix befand sich dahinter. Wiederum dahinter lag die Indomptable. Zwischen ihr und der Küste ankerte die Fregatte Muiron.

## Gefecht

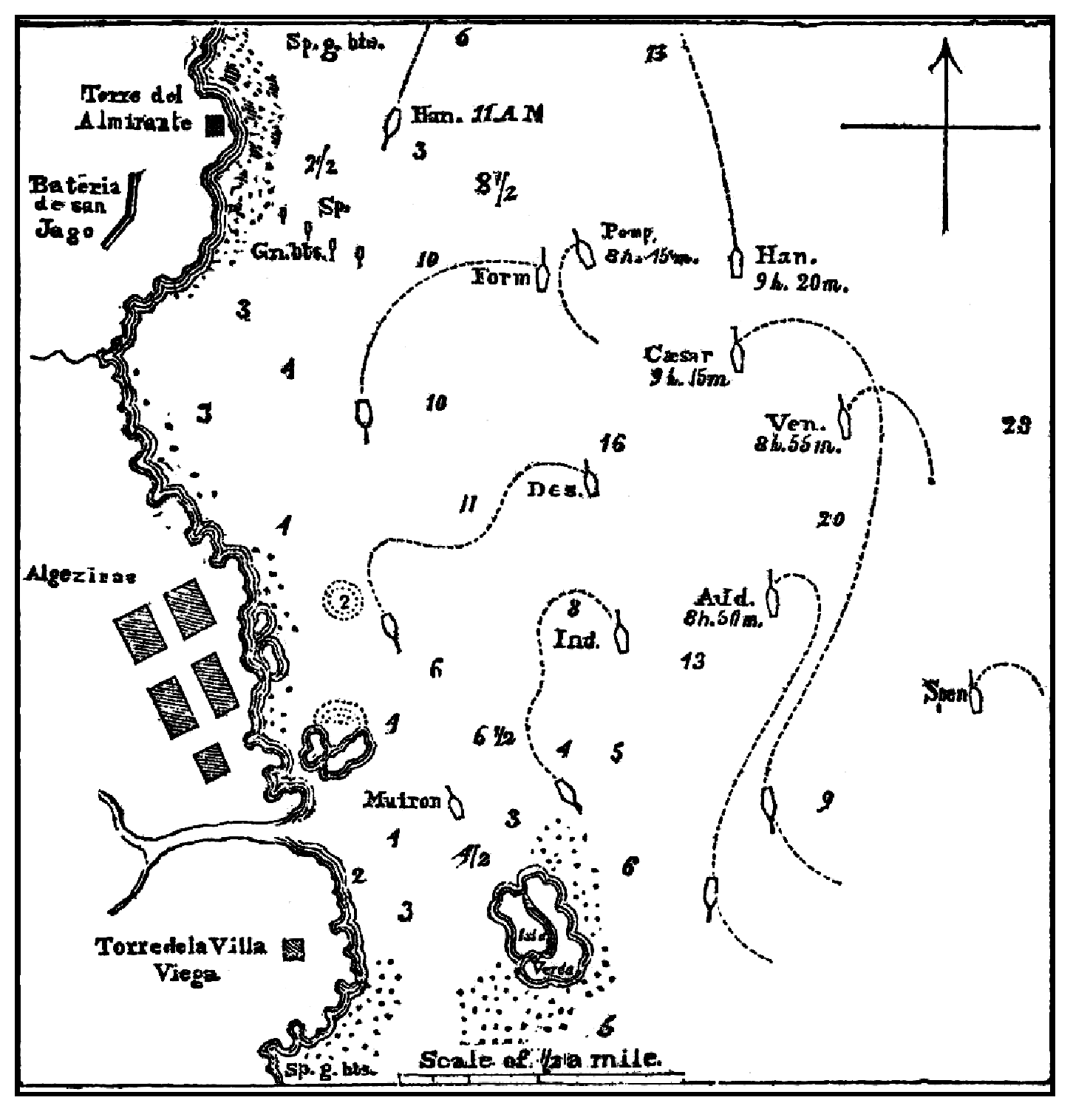
Darstellung des Schlachtverlaufes aus dem Jahr 1837

Am 5. Juli um 8: 00 Uhr morgens gab Saumarez Signal, klarmachen zum Gefecht. Die Briten kamen mit dem Wind aus nordwestlicher Richtung gut voran. Kurz darauf kam es zu einer Flaute, sodass die Thames und die Superb vom Rest des Geschwaders getrennt wurden. Um 7: 00 Uhr morgens umrundete die Venerable Cabrita Point und signalisierte, das französische Geschwader in Sicht. Als man auf französischer Seite die Briten entdeckte, gab Linois Befehl sich um die Geschützbatterien zu positionieren.
Die unbeständigen Winde in der Bucht verhinderten, dass die Briten wie geplant in Aktion treten konnten. Nachdem die Pompeé um 7:50 Uhr die Cabareta-Spitze umrundet hatte und nahe der Punta de San García und der Isla Verda vorbeigefahren war, beschossen die Murion, die Indomtable, die Desaix und die Formidable das britische Schiff mit Breitseiten. Die Pompée antwortete mit je einer Breitseite auf die Desaix und die Formidable. Um 8:00 Uhr passierte die Pompeé die Venerable und 45 Minuten später ankerte sie am Steuerbordbug der Formidable und erwiderte das Feuer. Etwa fünf Minuten später ging die Audacious längsseits der Indomtable und um 8:55 Uhr ankerte die Venerable an der Steuerbord auchteraus der Formidable. Damit begann ein Feuergefecht zwischen den drei britischen auf der einen Seite und den vier französischen Schiffen, den spanischen Batterien und Kanonenbooten auf der anderen. Nach weniger als einer halben Stunde stellte die Formidable ihr Feuer ein. Aufgrund der Strömung schwang die Pompée herum, so dass sie wehrlos mit ihrem Bug zur Formidable lag. In dieser Situation gab sie mehrere Breitseiten mit ihren Steuerbord Kanonen auf die Batterie von Torre del Almirante und die dort liegenden spanischen Kanonenboote ab.
Um 9 Uhr 15 erreichte die Caesar den Schauplatz des Gefechtes, ankerte voraus der Audacious und eröffnete das Feuer auf die Desaix. Fünf Minuten später ankerte die Hannibal an Steuerbord der Caesar. Die Spencer war zu weit nach Lee abgedriftet, so dass sie nicht in das Gefecht eingreifen konnte, geriet aber ihrerseits unter Beschuss durch die spanischen Batterien.
Kurz nach 10 Uhr vormittags erhielt die Hannibal den Befehl, zur Unterstützung der Pompée die Formidable anzugreifen. Sie kappte daraufhin ihr Ankertau und versuchte, Kurs auf die Formidable zu nehmen. Dabei lief sie gegen 11 Uhr, in Rufweite der Formidable, auf Grund. In dieser Situation verteilte sie ihr Geschützfeuer: Die vorderen Geschütze feuerten auf die Formidable, die übrigen nahmen das Fort Torre del Almirante und die Kanonenboote unter Beschuss. Gleichzeitig versuchte die Besatzung, ihr Schiff wieder flott zu machen.
Aus Sorge, andere britische Schiffe könnten mit größerem Erfolg versuchen, zwischen seine Linie und das Ufer zu gelangen, gab Linois seinen Schiffen das Signal, ihre Taue zu kappen und das Schiff auf Land auflaufen zu lassen. Durch dieses Manöver hatte sich die Distanz so weit vergrößert das Saumarez gezwungen war ebenfalls die Anker zu lichten um weiter auf die Franzosen feuern zu können. Die Audacious, die Venerable und die Caesar näherten sich der Indomptable, ankerten erneut und feuerten auf das französische Linienschiff. Kurz vor Mittag segelte die Audacious zwischen der Caesar und der Indomptable hindurch und brachte mit einer Breitseite ihren Großmast zu Fall. Die Venerable und die Spencer bemühten sich nach Kräften, an dem Angriff auf die südlichsten französischen Schiffe und die Batterie der Insel mitzuwirken hatten aber durch die einsetzende Flaute nur wenig Erfolg.
Auf der Venerable wurde der Besanmast beschädigt, als sie gerade dabei war zu wenden. Die Pompeé hatte, nachdem sie fast eine Stunde lang nicht in der Lage war, ein Geschütz in Stellung zu bringen, ebenfalls schwere Schäden erlitten und musste von allen verfügbaren britischen Ruderbooten aus dem Gefechtsgebiet und nach Gibraltar geschleppt werden. Die Audacious, und die Caesar die weiter auf die Indomptable feuerten wurden von der Isla Verda mit großem Erfolg beschossen. Kurzzeitig überlegte Konteradmiral Saumarez, die Isla Verda mit einem Landungskommando zu erobern, doch standen dazu keine Boote zur Verfügung. Frustriert über die Unbeständigkeit des Windes, die ungünstige Strömung sowie der Beschuss durch die Batterien befahl Saumarez gegen 13:35 Uhr schließlich den Abbruch des Gefechtes. Die vier noch manövrierfähigen britischen Linienschiffe lichteten ihre Anker und segelten aus der Bucht.
Die Hannibal blieb allein in der Bucht von Algeciras gestrandet zurück. Das Feuer der spanischen Küstenbatterien und Kanonenboote konzentrierte sich nun auf das manövrierunfähige Schiff. Gegen 14 signalisierte die Hannibal ihre Kapitulation und das Feuer wurde eingestellt.

## Ergebnis
Für die Briten war eine solche Niederlage schwer zu akzeptieren, insbesondere nach den überwältigenden Siegen bei Abukir und Kopenhagen. Die Franzosen hatten den britischen Angriff wirksam zurückgeschlagen. Die Briten hatten ein Schiff verloren und zwei waren schwer beschädigt. Das britische Geschwader verzeichnete insgesamt 121 Gefallene, 240 Verwundete und 14 Vermisste. Auf französischer Seite wurden bis zu 306 Seeleute getötet und bis zu 500 verwundet. Auch die Kommandanten der französischen Schiffe Formidable, Indomptable, Moncousu und Lalonde, waren gefallen. Takelage und Rümpfe aller französischen Schiffe wurden beschädigt. Fünf spanische Kanonenboote waren versenkt und zwei schwer beschädigt worden. Auch die Befestigungsanlagen an Land nahmen Schaden durch das Kanonenfeuer der britischen Schiffe.
Nach Verhandlungen am 7. Juli 1801 wurden Kapitän Ferris und seine Offiziere auf Ehrenwort freigelassen. Auch die verwundeten Seeleute der Hannibal wurden nach Gibraltar gebracht. Ebenso wurden Cochrane und seine Offiziere von der Speedy nach Gibraltar gebracht. Ferris wurde am 1. September 1801 von einem Kriegsgericht wegen des Verlustes der Hannibal freigesprochen.